# Penicillium citreonigrum
Penicillium citreonigrum är en svampart som beskrevs av Dierckx 1901. Penicillium citreonigrum ingår i släktet Penicillium och familjen Trichocomaceae.   Inga underarter finns listade i Catalogue of Life.